# Uraco
L'uraco è un tratto delle vie urinarie del feto che connette la vescica al cordone ombelicale e facente parte dell'allantoide.
Si oblitera alla fine del terzo mese di gravidanza, diventando, nell'individuo adulto, un cordone fibroso identificato con il legamento ombelicale medio, che sospende la vescica alla parete anteriore dell'addome.

## Sviluppo
La parte del seno urogenitale legata alla vescica e all'uretra assorbe le estremità dei dotti Wolffiani e le estremità associate dei diverticoli renali. Questo dà origine al trigono della vescica e parte dell'uretra prostatica.
Il resto del seno urogenitale forma il corpo della vescica e parte dell'uretra prostatica. L'apice della vescica si allunga e si collega all'ombelico sotto forma di uno stretto canale. Questo canale è inizialmente aperto, ma in seguito si chiude quando l'uraco forma il legamento ombelicale mediano.

## Patologie
In caso di mancata obliterazione si possono sviluppare varie patologie nel contesto del condotto.
Se non avviene la chiusura dell'uraco può verificarsi la fuoriuscita di urina attraverso l'ombelico. Questo difetto può essere risolto chirurgicamente. La mancata chiusura può essere causata da quattro fattori anatomici:
- Cisti uracale: mancanza di connessione tra la vescica e l'ombelico, tra queste due strutture persiste una cavità piena di liquido con rivestimento uroepiteliale.
- Fistola uracale: comunicazione libera tra vescica e ombelico
- Diverticolo urachiale[2][3]

Anche l'uraco è soggetto a neoplasia. L'adenocarcinoma uracale è istologicamente simile all'adenocarcinoma dell'intestino. Raramente, i carcinomi dell'uraco possono metastatizzare in altre regioni del corpo, come ad esempio sulle ossa pelviche e il polmone.